# Voskhod (Crimea)
|  | Per a altres significats, vegeu «Voskhod». |

Voskhod (en (ucraïnès): Восход) és un poble de la República Autònoma de Crimea a Ucraïna, que el 2021 tenia 4.971 habitants. Pertany al districte de Krasnogvardiiske.